# McLain
McLain város az USA Mississippi államában, Greene megyében. Lakosainak száma 313 fő (2020. április 1.).

## Népesség
A település népességének változása:
| Lakosok száma | 603  | 441  | 313  |
|               | 2000 | 2010 | 2020 |